# Larischova vila
Larischova vila, zvaná též Zámeček, je vila, kterou si dal v roce 1885 postavit uprostřed borového lesa na východním okraji Pardubic hrabě Jiří Larisch-Mönnich. Autorem projektu byl architekt František Schmoranz. Hrabě Larisch vilu využíval zejména v období parforsních honů a Velké pardubické.
Později vila několikrát změnila majitele. Nejprve ji hrabě Larisch roku 1897 prodal hraběti Alfonsu Henckelovi, jehož rodina ho vlastnila až do roku 1928. Tehdy vilu zakoupil obchodník A. Erhart, jehož dcera vilu v letech 1934–1937 pronajala hraběti Leopoldu Fuggerovi-Babenhausenovi. V roce 1937 vila přešla do majetku města Pardubic a krátce zde byla usídlena část vojenského jezdeckého učiliště.
Po německé okupaci v roce 1939 se ze Zámečku stal vojenský objekt, ve kterém se usadil prapor záložního policejního pluku Böhmen, tzv. Schutzpolizei, který zde byl do roku 1944. Jednotka si v zámecké oboře zřídila cvičnou střelnici, která se za heydrichiády stala popravištěm gestapa, vybaveným třemi kůly. Od 3. června do 9. července 1942 zde bylo popraveno zastřelením celkem 194 osob. Popraviště přitom nevyužívala pouze pardubická služebna gestapa, nýbrž ještě expozitury v Hradci Králové a Kolíně. Těla popravených byla následně zpopelněna v pardubickém krematoriu a popel vysypán do řeky Labe.
Svaz osvobozených politických vězňů zřídil v roce 1949 v místě popraviště památník. V roce 1956 se Zámeček stal majetkem národního podniku Tesla Pardubice a později patřil společnosti Foxconn. Sloužil firemní administrativě. Město usilovalo o získání vily a její proměnu v muzeum. V roce 2011 vzniklo Občanské sdružení za záchranu Zámečku Pardubice (dnes Spolek Zámeček Pardubice). Jeho členům se roku 2009 (před oficiálním založením spolku) podařilo dosáhnout toho, že byla vila prohlášena kulturní památkou. Spolek usiloval o rekonstrukci objektu, který byl v havarijním stavu, a oslovil Československou obec legionářskou se žádostí o pomoc při záchraně památky.
V roce 2015 byl Pardubický Zámeček převeden za symbolickou cenu 1 Kč na Československou obec legionářskou. Legionářská obec pracuje na rekonstrukci objektu a plánuje zde vytvořit expozici věnovanou historii vily, protinacistickému odboji, a obětem vyhlazení obce Ležáky; v přilehlém lesoparku bude vytvořeno sportoviště připomínající výcvik československých parašutistů za 2. světové války. K červenci 2020 byla opravena věž.
Roku 2019 (nařízením vlády č. 289/2019 Sb. ze dne 30. října 2019, s účinností od 15. listopadu 2019) byl Zámeček prohlášen za národní kulturní památku. 

Larischova vila na dobových pohlednicích
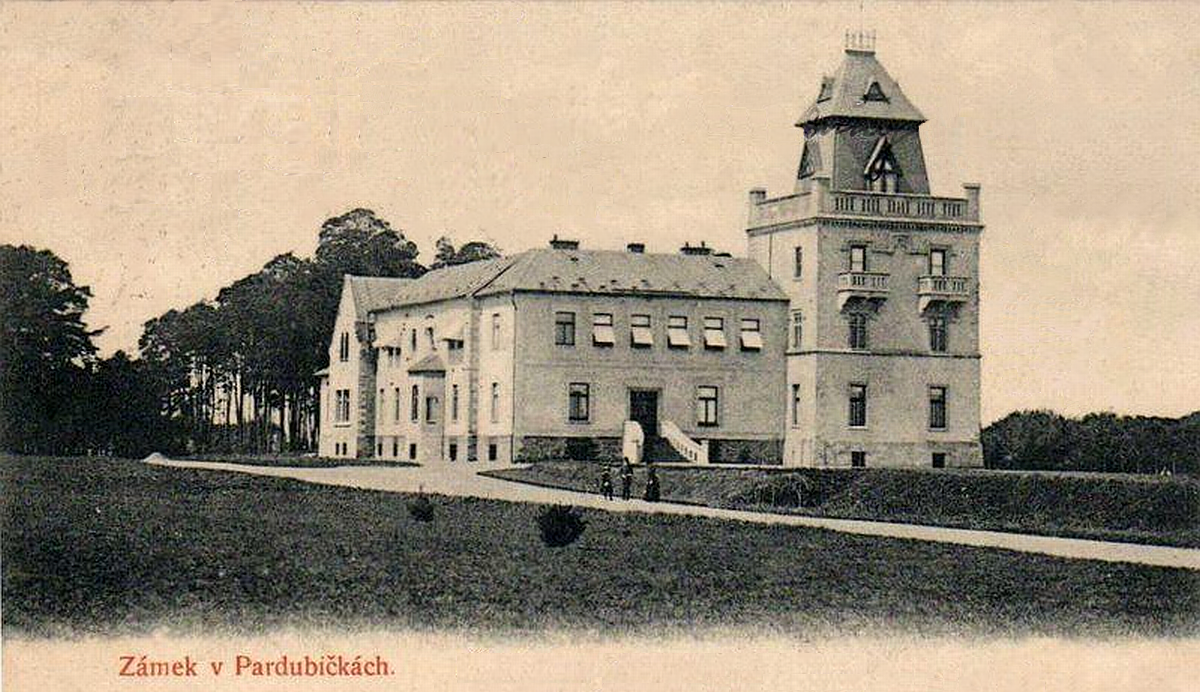
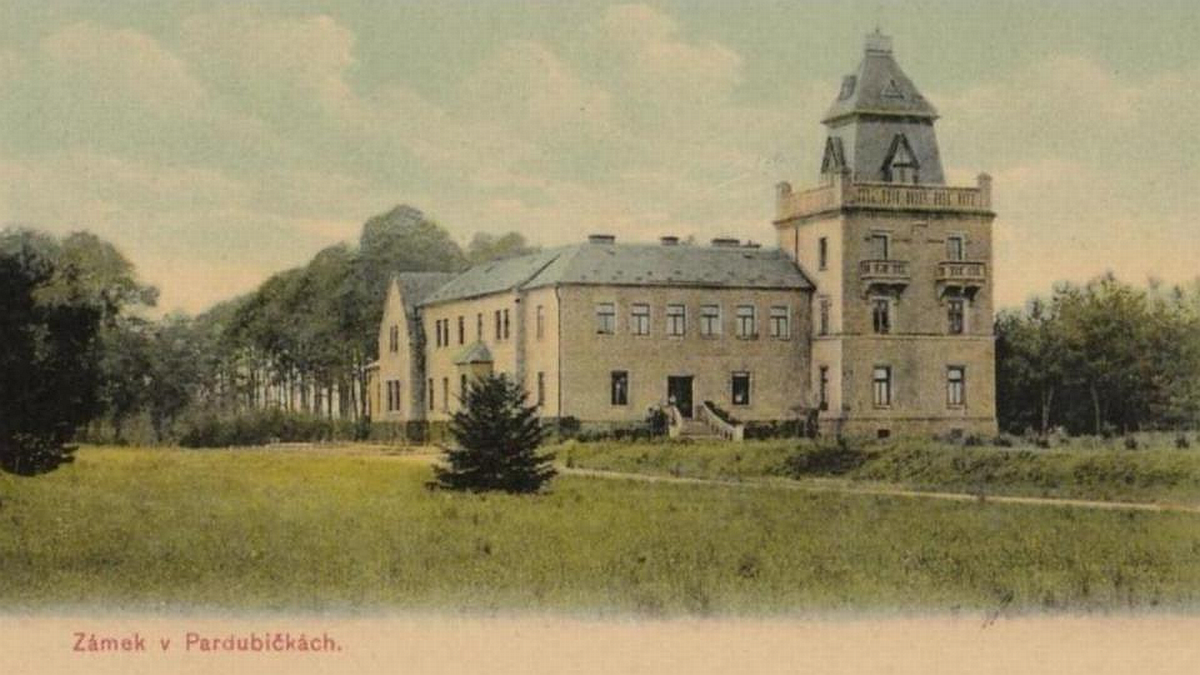